# Icom IC-V82
El walkie-talkie Icom IC-V82 és un transceptor de la banda VHF dissenyat a l'origen per a radioaficionats i professionals que requereixen una comunicació fiable i d'alta qualitat, fabricat i comercialitzat per ICOM. Encara que una mica antiquat, ja que es va llançar el 2004 i es va deixar de fabricar el 2014, aquest aparell destaca per la seva robustesa, facilitat d'ús i una sèrie de característiques avançades, com la capacitat de convertir-lo, afegint-hi un mòdul, en un dispositiu digital, que el fan ideal per a certes aplicacions que requereixin encriptació de veu i/o dades.

## Característiques
Es tracta d'un transceptor portàtil VHF amb cobertura a la banda de dos metres (144–146 MHz) i una potència de sortida màxima de 7 watts. Va ser fabricat i venut per Icom des de 2004 fins a 2014.
- Freqüència : VHF 136-174 MHz
- Potència de sortida : 7 W (alta), 4 W (mitjana), 0.5 W (baixa)
- Modulació : FM (Freqüència Modulada)
- Memòria de Canals: 207 canals
- Pantalla : LCD amb retroil·luminació
- Bateria : BP-222N (Ni-Cd) o BP-227 (Li-Ion)

### Mòdul Digital
Una de les característiques més destacades de l'IC-V82 és la possibilitat de convertir-lo en transceptor digital mitjançant el mòdul addicional UT-1181 venut per Icom. Aquest mòdul permetia afegir capacitats avançades de comunicació digital i encriptació, incloent-hi el protocol DMR trunking, comunicació de veu digital i dades a baixa velocitat en format D-STAR.

## Història
Al juny de 2022, United Against Nuclear Iran, una organització de defensa nord-americana, va identificar l'Icom IC-V82 com utilitzat per Hezbollah, una organització terrorista estrangera segons els Estats Units. L'organització va enviar una carta a Icom exposant les preocupacions sobre la capacitat d'ús dual dels transceptors (analog+digital-encriptat) i sobre els enllaços comercials d'Icom amb Power Group (representants d'Icom al Líban) i Faza Gostrar, que afirma ser el "representant oficial d'ICOM a l'Iran".
Es va informar que molts dels dispositius adquirits per Hezbollah que posteriorment van ser protagonistes en les explosions de dispositius de ràdio del Líban de 2024, matant almenys 25 persones i ferint-ne més de 708, eren del model IC-V82. Icom va obrir una investigació sobre el cas el 19 de setembre de 2024, mentre que un executiu de vendes de la filial nord-americana de l'empresa va dir que els aparells involucrats sembla que eren unitats falsificades.

### Models falsificats i controvèrsia
Després que Icom va deixar de fabricar l'IC-V82 el 2014, van sorgir models falsificats a Xina. A més, un altre model falsificat va ser venut a Hezbollah, i molts dels dispositius utilitzats utilitzats per aquest grup, van ser explosionats el 18 de setembre de 2024.
Després de cesar la fabricació, Icom va emetre un advertiment sobre alguns transceptors falsificats, entre ells l'IC-V82. L'octubre del 2018, l'empresa va emetre una ordre de cessament i desistiment contra un fabricant xinès sospitós de fabricar transceptors Icom falsificats; també va assenyalar que no era la primera vegada que prenia aquestes mesures.

## Protocols

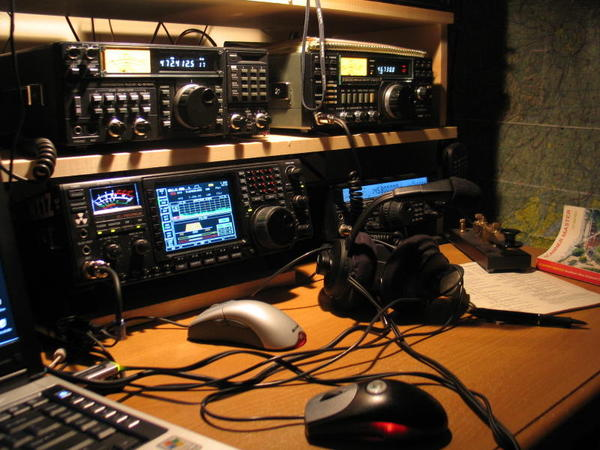
Una estació de radioafeccionat composta per tres ràdios Icom.

### IIDAS
IIDAS és la implementació d'Icom del protocol NXDN per a productes de ràdio digital bidireccional destinats a ràdios mòbils terrestres privades (PLMR) comercials i sistemes de comunicacions de seguretat pública de gamma baixa. NXDN és un estàndard tècnic d'interfície aèria comuna (CAI) per a comunicacions mòbils. Va ser desenvolupat conjuntament per Icom i Kenwood Corporation.

### D-STAR
El sistema "obert" de ràdio D-STAR va ser desenvolupat per Icom basant-se en protocols de ràdio digital desenvolupats per la Lliga de Ràdio Amateur de Japó i finançat pel Ministeri de Correus i Telecomunicacions de Japó. Aquest sistema està dissenyat per proporcionar comunicacions avançades de veu i dades a través de radioaficionat utilitzant estàndards oberts.

## Accessoris i opcions
L'IC-V82 disposa d'una varietat d'accessoris que en milloren la funcionalitat i la facilitat d'ús:
- Antena : Antena d'alt guany per millorar la recepció i transmissió.
- Clip de Cinturó : Per a un transport còmode i segur.
- Bateries Opcionals : Disponibles en diferents capacitats i tecnologies (Ni-Cd, Li-Ion).